# 孔雀
孔雀是鸡形目、雉科的一類鳥的通稱，一般特指孔雀屬的绿孔雀和蓝孔雀，廣義的孔雀則還包含單獨成屬的刚果孔雀。蓝孔雀雄鸟羽毛为深蓝色，富有金属光泽，分布於印度和斯里兰卡。绿孔雀羽色則為翠綠色，分布於东南亚和中國雲南省。此外，蓝孔雀还有白孔雀和黑孔雀两种变异色型。

## 圖片集

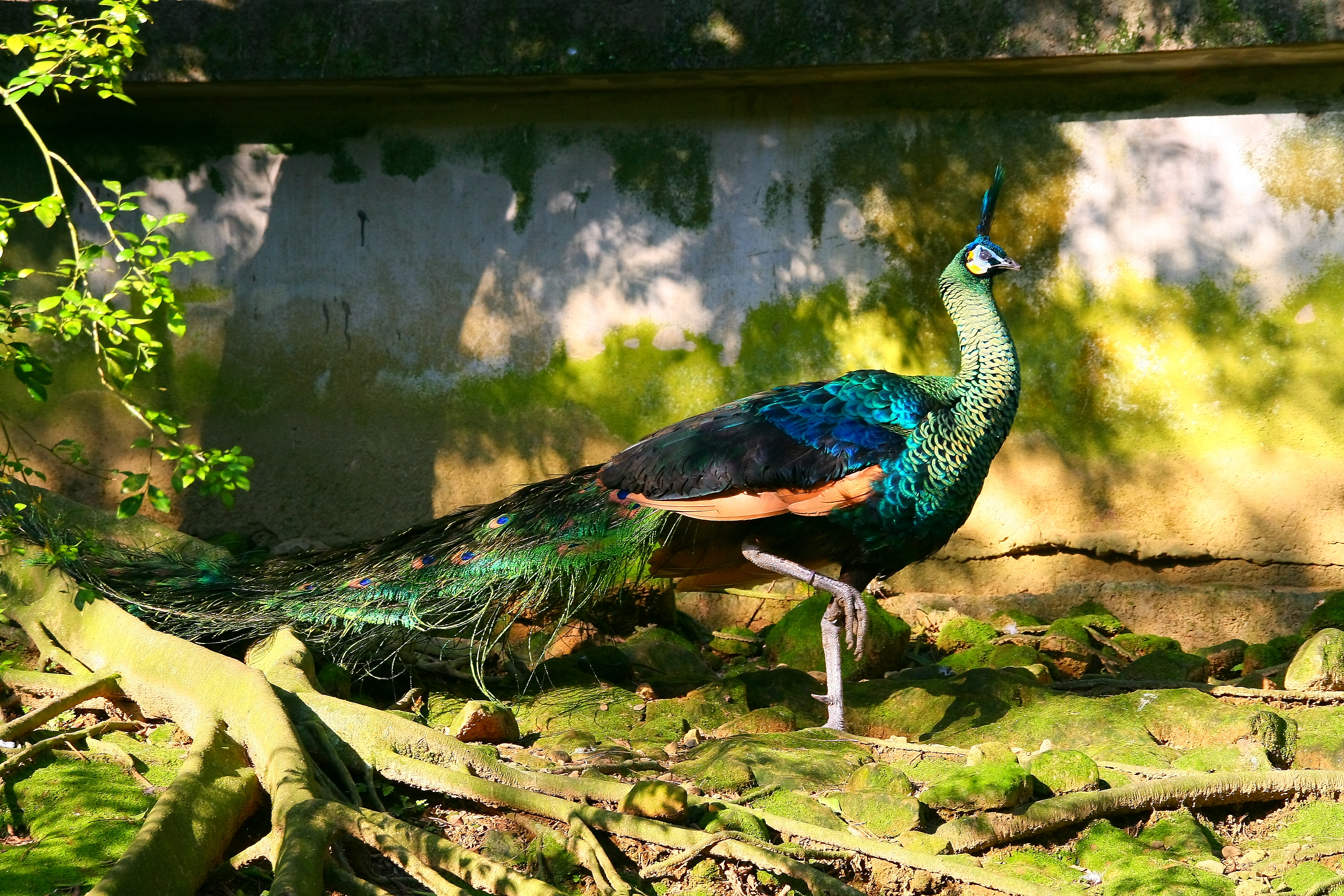
綠孔雀（雄鳥）
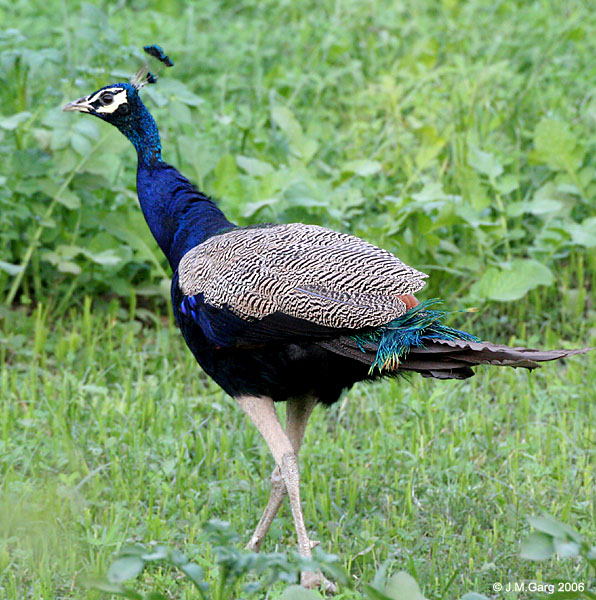
藍孔雀（雄鳥）
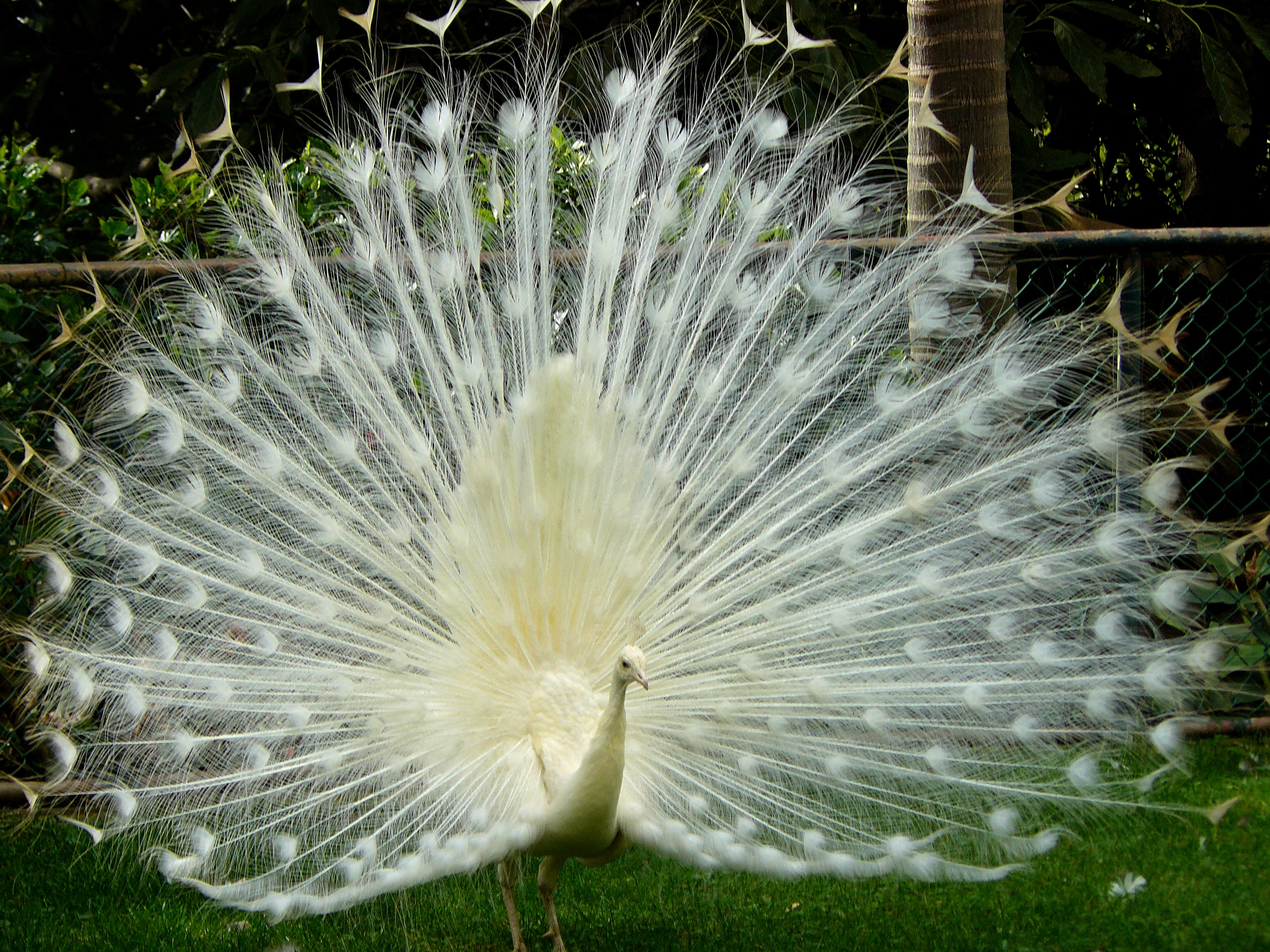
白色型蓝孔雀（雄鳥）
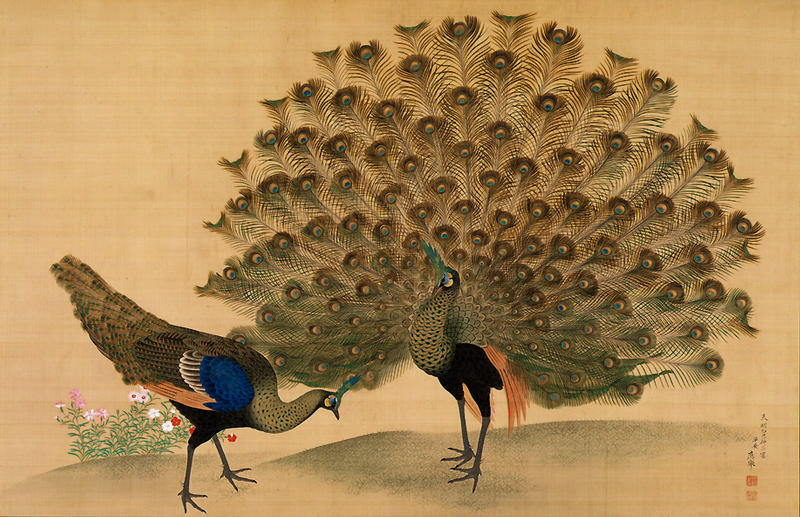
孔雀有明顯的雌雄兩性的不同性徵，雄鳥有會開屏的長的尾上覆羽而雌鳥沒有
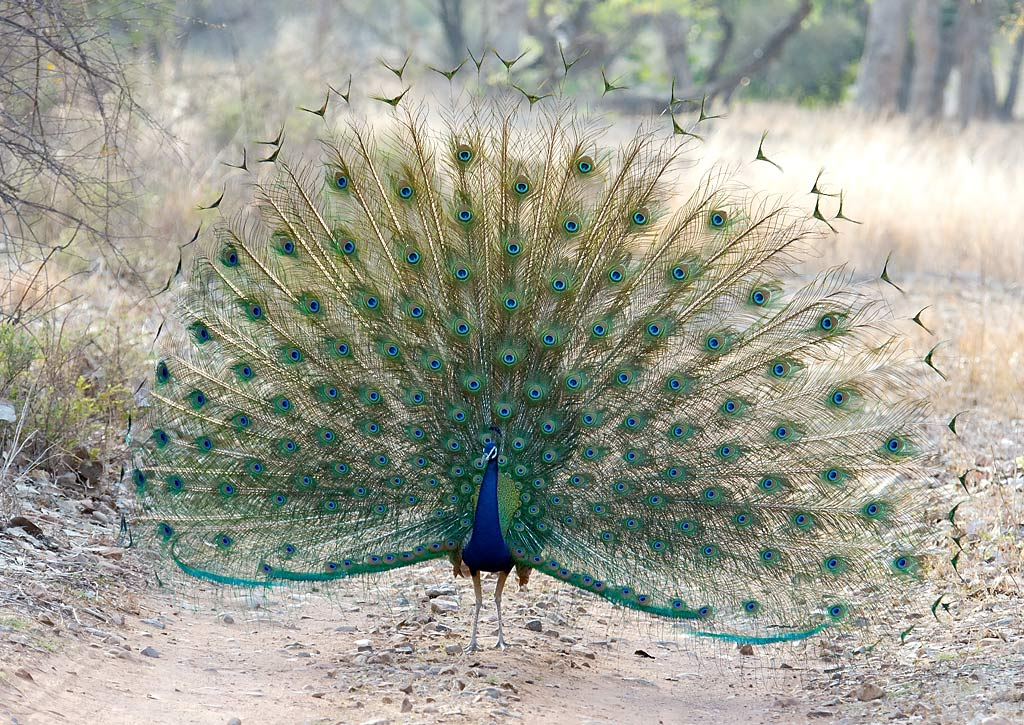
開屏的雄性藍孔雀
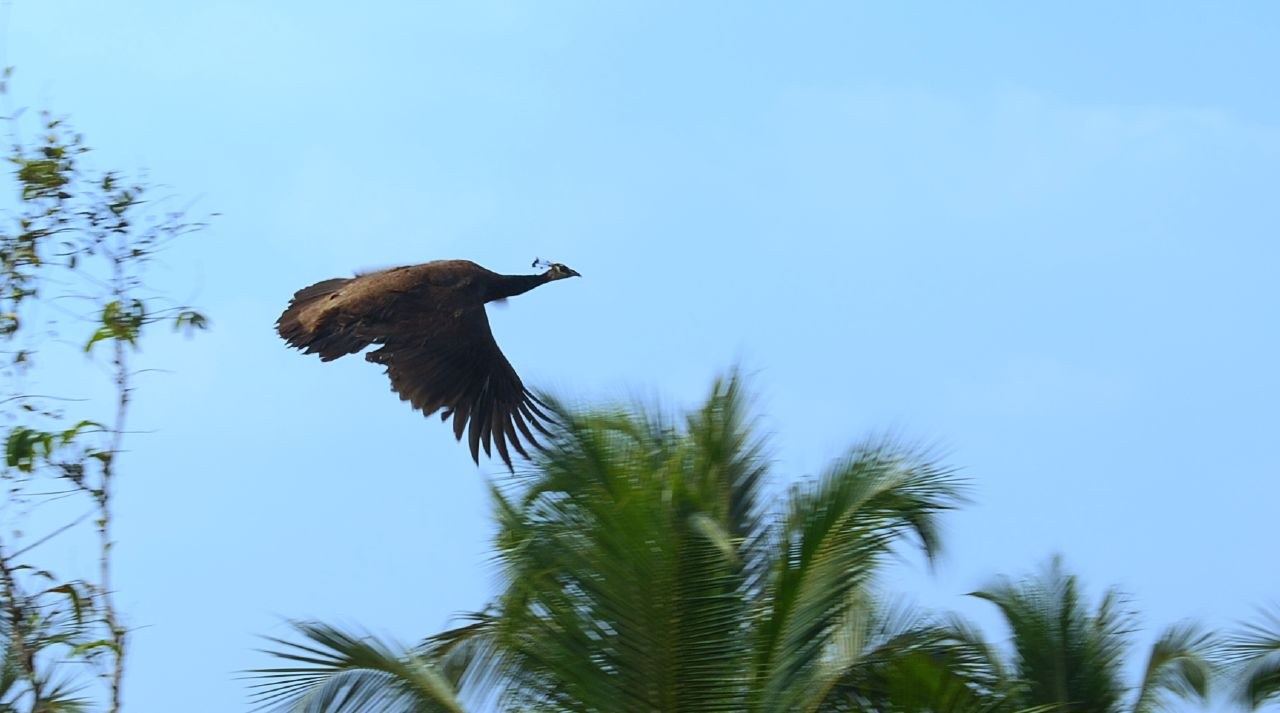
飛翔的孔雀
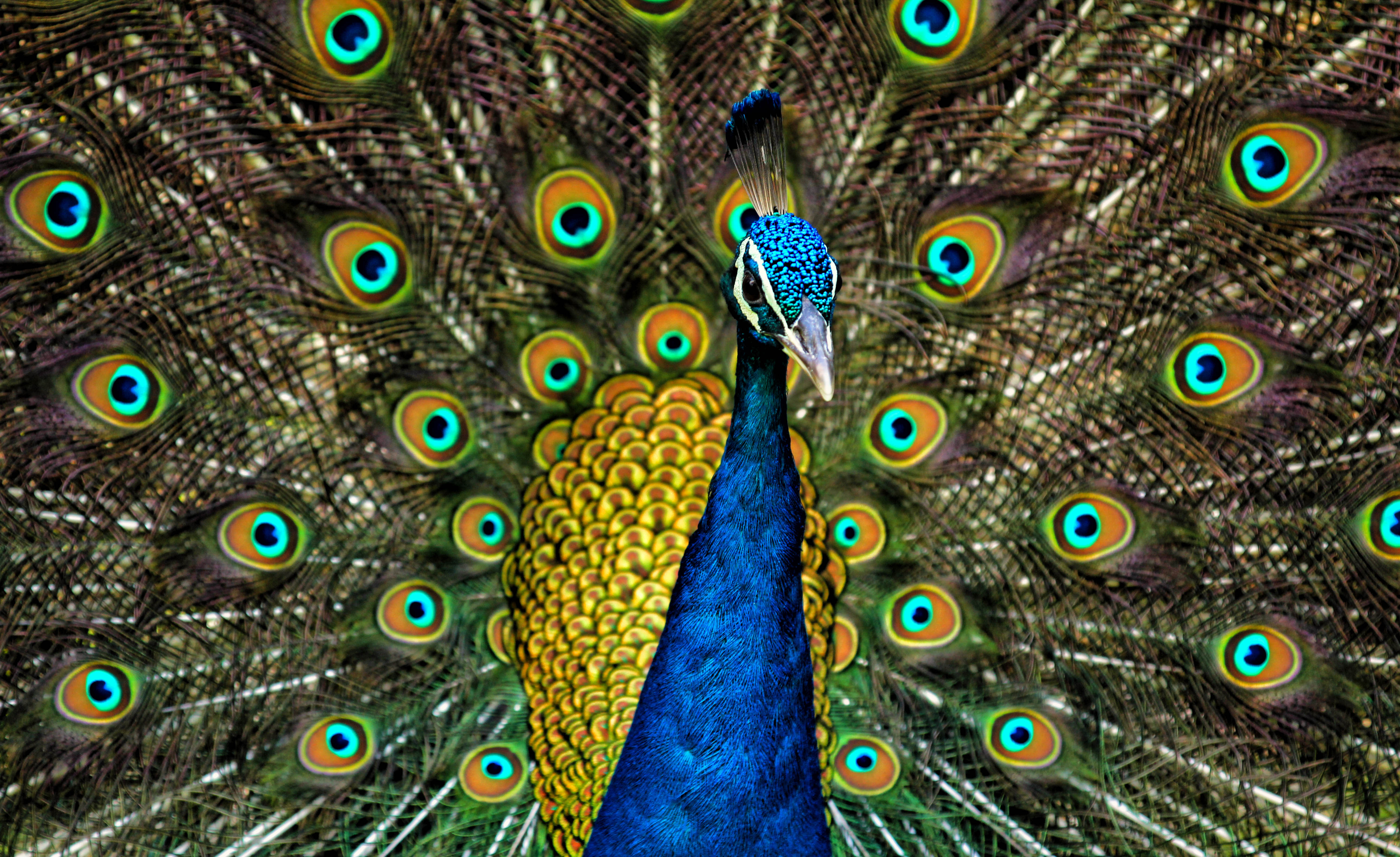
印度孔雀開屏
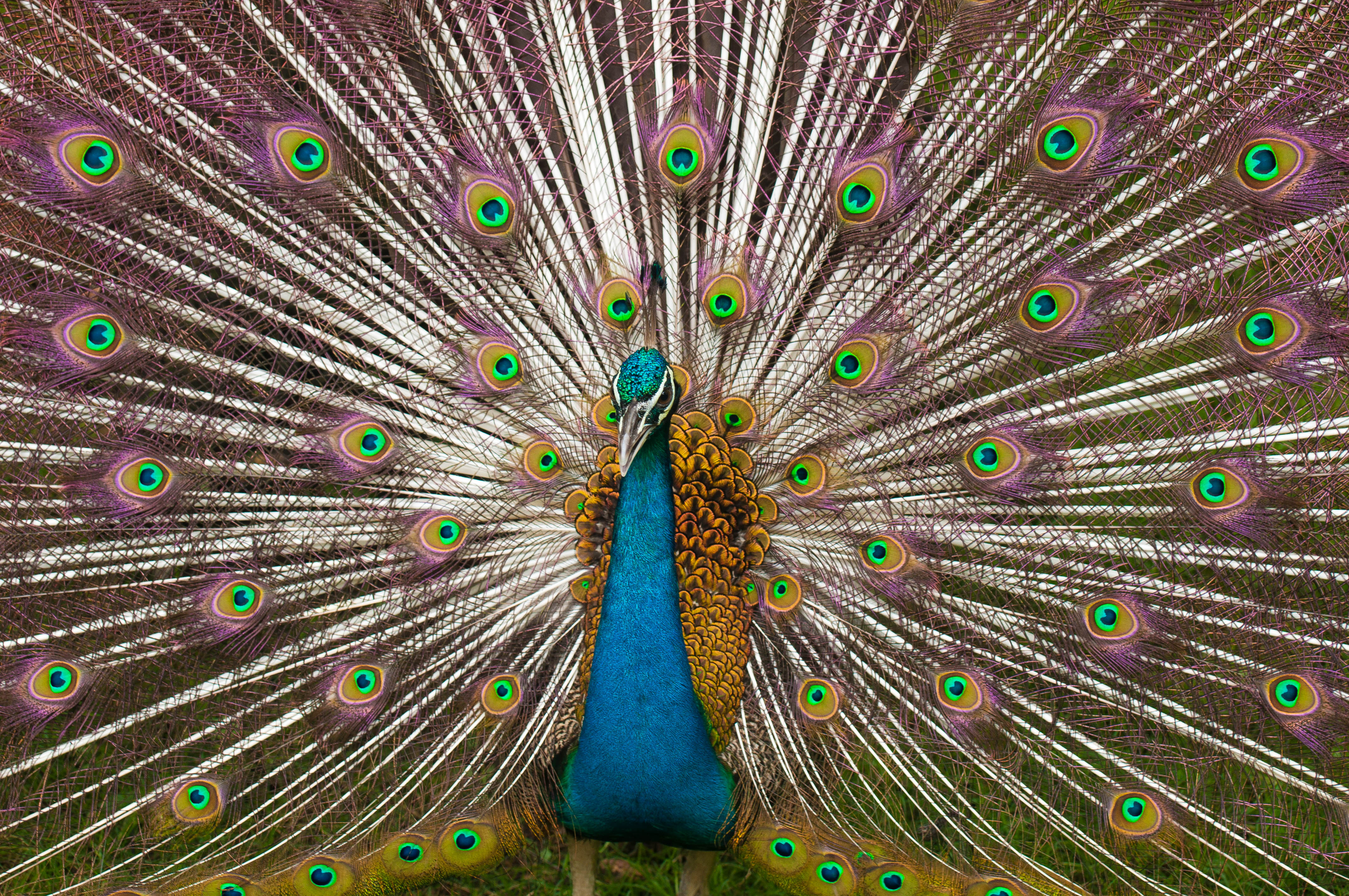
開屏的孔雀

## 下属物种
本属包括以下物种：
- 藍孔雀 Pavo cristatus Linnaeus, 1758
- † Pavo moldavicus Bocheński & Kuročkin, 1987
- 绿孔雀 Pavo muticus Linnaeus, 1766
- † Pavo bravardi Gervais, 1849

## 尾羽
孔雀有明顯的雌雄兩性的不同性徵，雄鳥有會開屏的長的尾上覆羽，雌鳥沒有。
雄鳥著名的孔雀開屏動作，原因並不單是為了求偶吸引異性，在自然環境中，雄孔雀遇敵而沒機會逃走時，也會忽然轉向敵人開屏，其尾上覆羽上有狀似大眼的部份，這在自然界中含有警告和威嚇的意義。所以求偶時開屏動作，這是雄鳥向雌鳥展示自己羽毛豐沛完整可以嚇退敵人，擁有強壯健康的基因。

## 飛行能力

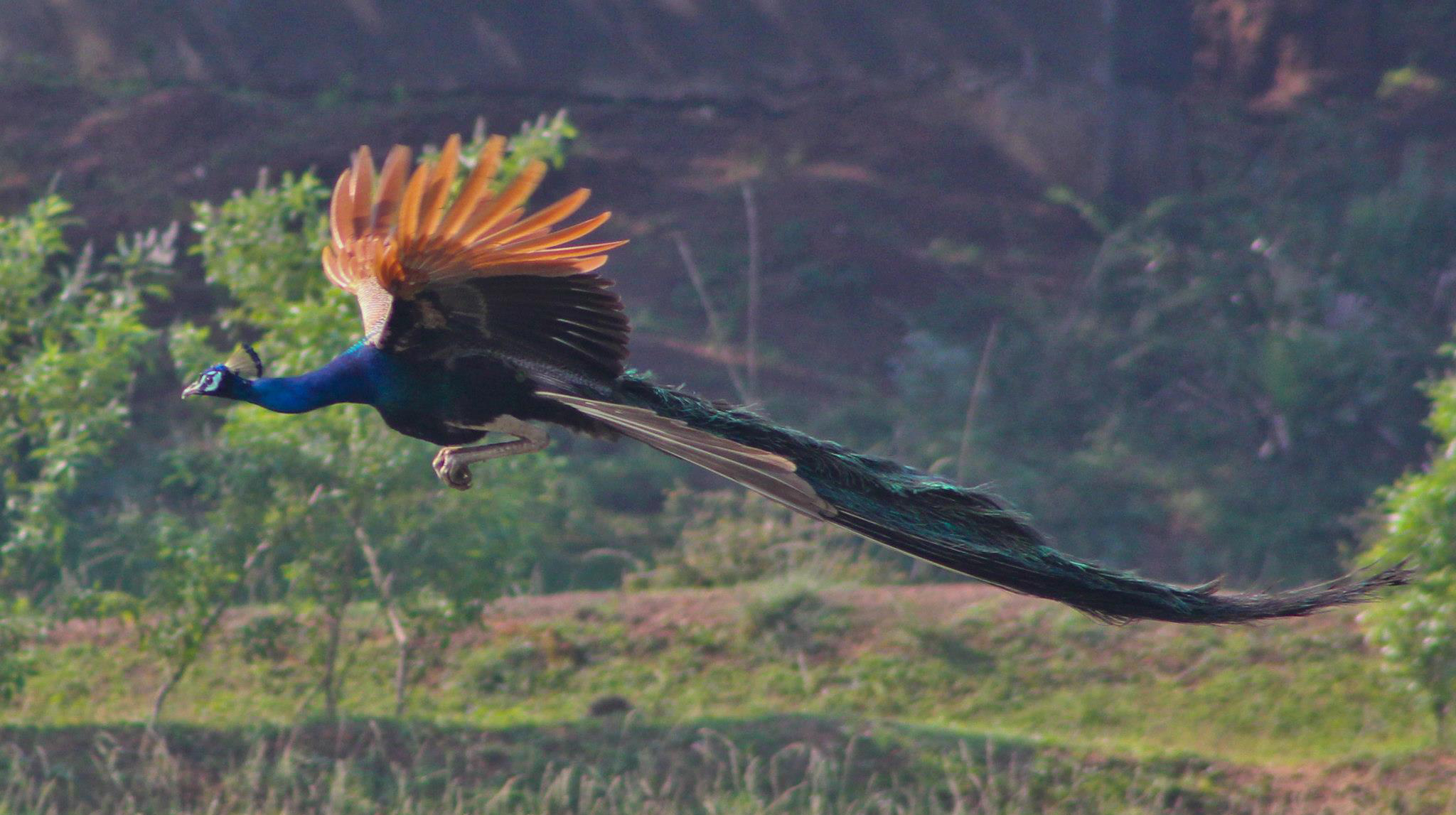
飛行中的藍孔雀，攝於印度坦米爾納德邦卡賴庫迪

有別於一般大眾的認知，孔雀是能飛行的鳥類，尤其以整體體型而言，孔雀是最大的能飛鳥類。兩種孔雀屬鳥類都有樹棲的習性，尤喜歇於離地頗高的樹上，在覓食、選擇棲木或察覺到威脅時常可見其飛行，亦有文獻指出孔雀擁有強健的肌肉，加上甚大的翼展，因此更能做長距離的飛行。

## 文化意义

### 古代中国
孔雀一詞最早见于《山海经》的《海内经》：“有孔雀”，“孔”是大的意思。东汉杨孚所著的《异物志》记载了岭南的孔雀：“孔雀，其大如大雁而足高，毛皆有斑纹彩，捕而蓄之，拍手即舞。”在古漢語中，孔雀又寫作“孔爵”（“爵”同“雀”），或稱為“孔鳥”、“越鸟”、“南客”。孔雀被認為是中國古代傳說中的神鳥鳳凰的原型之一。
《孔雀东南飞》是中国文学史上第一部长篇叙事诗，创作时间大致是南北朝时期，叙述了东汉末年焦仲卿与刘兰芝之间的爱情悲剧。该诗原题《古诗为焦仲卿妻作》，后人常以该诗首句“孔雀东南飞”为题。
明朝官员穿戴的官常服在胸前和后背缀有一方补子，纤纹样文官用飞禽，武官用走兽，其中三品文官使用的飞禽图案即为孔雀。清沿用明制，官常服也有了补服的名称。而清朝官员头顶佩戴的顶戴花翎可彰显官员的等级，其中花翎是指带有“目晕”的孔雀翎，“目晕”又称为“眼”，在翎的尾端，有单眼、双眼、三眼之分，翎眼越多说明功勋越高。

### 印度、印度教与佛教

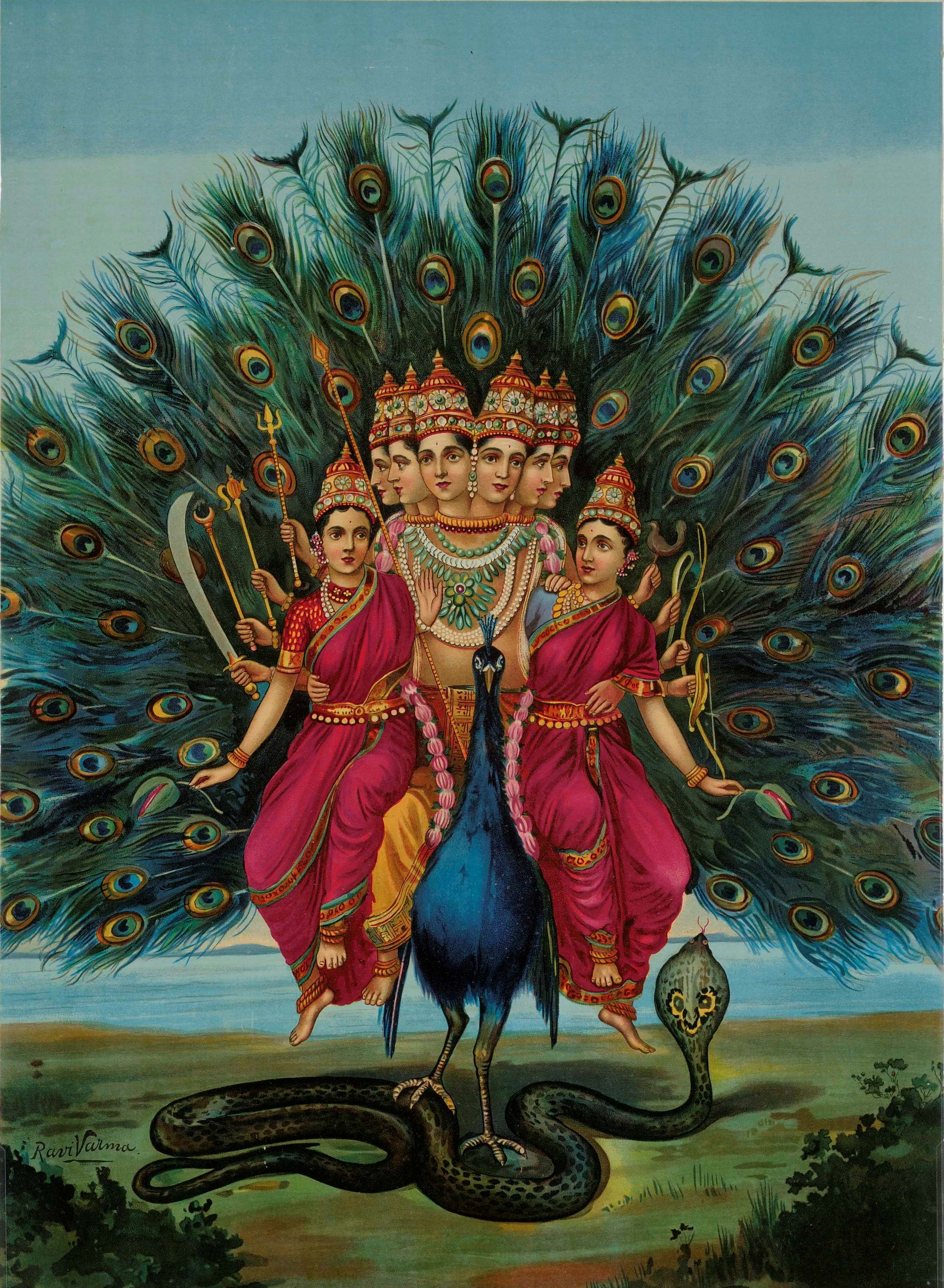
印度教神祇室建陀和他的妻子在孔雀坐骑上

印度教中，孔雀是天兵统帅室建陀的坐骑。在和阿修罗的战争中，室建陀将魔王一分两半。出于对对手的尊重，室建陀将魔王的一半化为孔雀成为自己的坐骑，另一边化为公鸡装饰自己的旗帜，成为自己不可分割的一部分。另外，奎师那在画像和雕塑中也戴着孔雀羽毛的头饰。
孔雀王朝的开创者旃陀罗笈多相传是一名由饲养孔雀的家庭抚养长大的孤儿，在征服难陀王朝和击溃塞琉古帝国后，孔雀王朝盛极一时。王室的徽章即为孔雀，直至旃陀罗笈多之孙阿育王在位时更改为狮子。但孔雀在印度仍是优雅和王权的象征，比如的王座即被称为“孔雀宝座”。
自然界中有毒的动物和植物通常颜色鲜艳，因此孔雀被认为故意服食这些毒物，通过增强对毒物的免疫使得自己的羽毛更加艳丽。在此说法的基础上，佛教认为人可以像孔雀一样，通过苦难锻炼自己从而获得智慧甘露或圆满。佛教画像或雕塑中，孔雀明王常由孔雀驮着出现，阿弥陀佛的宝座亦由孔雀抬着；密教经典《文殊师利宝藏陀罗尼经》中，也出现了文殊菩萨示现童子相貌骑乘孔雀的形象。
1963年印度将孔雀定为国鸟，成为印度的国家象征之一。

### 缅甸
贡榜王朝时孔雀作为王权的象征出现在了缅甸的国旗和国徽上，之后英属殖民地时期和日本鼓动下建国的缅甸国的旗帜也采用了孔雀的图案。
昂山素季等人创建的全国民主联盟的党旗上绘有一只处于战斗状态的孔雀，代表着该国民众与军事独裁长达数十年的民主斗争。全国民主联盟的孔雀图案继承自缅甸全国学生联合会的旗帜，该联合会以推翻英国对缅甸的殖民统治为目标，独立前已在缅甸政坛举足轻重，昂山素季的父亲昂山也曾当选该联合会的主席。

### 古代希腊
在亚历山大征服希腊前，孔雀这种鸟类并不为希腊人所知，亚历山大的导师亚里士多德称这种鸟类为“波斯鸟”。亚历山大在印度初识孔雀时被孔雀的美折服，甚至下令任何杀死孔雀的人都将受到严惩。埃里亚努斯在书中记载到，印度孔雀的体型超过在其他地区栖息的孔雀。古希腊人认为，孔雀在死后肉身不会腐烂，因此将孔雀视为不朽的象征。
希腊神话中，孔雀是女神赫拉的圣鸟，她的战车亦由孔雀驱动。百眼巨人阿耳戈斯曾奉赫拉之命看管宙斯的情人伊俄，此时伊俄已变成一头母牛。赫耳墨斯在宙斯的命令下设计杀死阿耳戈斯，并放走了伊俄。据奥维德说，赫拉为了表彰阿耳戈斯的忠诚，将他的百只眼睛点缀在自己的圣鸟孔雀的尾巴上，遂使孔雀的尾巴有了眼状的图案。

### 基督教
孔雀的象征意义被早期基督教采用，因此许多早期基督教绘画和镶嵌画都出现了孔雀的图案。尤其是在东方教会地区，孔雀作为复活节的象征物仍在使用。孔雀尾羽的“眼睛”象征无所不见的上帝，有时也代表教会。孔雀啜饮花瓶里的水的意象也被认为是信徒在饮用永生之水。孔雀也被视为宇宙的象征，尾羽上的“眼睛”被认为是点缀着太阳、月亮和星星的天穹。早期基督教继承了波斯和巴比伦赋予孔雀与生命树关联的象征意义，孔雀再次和不朽联系起来，在绘画作品中孔雀常出现在生命树的旁边。

### 犹太教
阿什肯纳兹犹太人认为金孔雀象征快乐和创造力，用孔雀尾羽制成的羽毛笔是作家灵感的象征。

### 其他用途
美国三大广播电视网之一的（NBC）以孔雀图案为台徽，因此该台也有“孔雀台”的昵称，NBC的母公司NBC环球于2020年推出的线上影音流服务也取名为“Peacock”。1956年约翰·J·格雷厄姆为NBC创作了有11条尾羽的孔雀的台徽草图，以展现丰富的色彩。随着彩色电视节目播出时长的增加，经过多次修改的孔雀台徽于1956年5月22日首次以彩色的静态画面亮相。如今NBC六羽孔雀版本的台徽于1986年5月12日启用。
英语中对于“一群孔雀”的说法，使用“ostentation”或“muster”作为量词。
现代英语中“Peacock”一词可形容一个人，尤其是男性的傲慢态度或喜欢通过盛装打扮或言行举止吸引别人眼球。曾出演电视剧《妙警賊探》的美国演员马特·波莫因其在剧中扮演风流倜傥的雅贼形象，被中国大陆粉丝冠以“孔雀”的昵称。
以椎名林檎为核心的日本乐队东京事变自2005年9月使用孔雀作为乐队的标志。该乐队2021年发行的专辑《音乐》收录的第一首歌亦命名为《孔雀》。
在泰国神话中，宋干节七位女神之一的玛霍通公主（代表星期六）坐骑为孔雀。
在台灣排灣族神話中，是天神之化身。

## 延伸阅读
[在维基数据编辑]
 《欽定古今圖書集成·博物彙編·禽蟲典·孔雀部》，出自陈梦雷《古今圖書集成》